# جیران‌لی
جیران‌لی (به لاتین: Ceyranlı) یک منطقه مسکونی در جمهوری آذربایجان است که در شهرستان شابران واقع شده است.